# レジナルド・マニンガム＝ブラー (初代ディルホーン子爵)
初代ディルホーン子爵レジナルド・エドワード・マニンガム＝ブラー（英語: Reginald Edward Manningham-Buller, 1st Viscount Dilhorne, PC, QC、1905年8月1日 - 1980年9月7日）は、イギリスの政治家、貴族。

## 経歴
1905年8月1日、保守党の庶民院議員を務める第3代準男爵マーヴィン・マニンガム＝ブラーとその妻ライラ(第3代チェシャム男爵チャールズ・キャヴェンディッシュの娘)の間の長男として生まれる。
イートン・カレッジを経てオックスフォード大学モードリン・カレッジへ進学。インナー・テンプルでも学び、1929年に法廷弁護士資格を取得した。
1943年から1950年にかけてダヴェントリー選挙区から選出されて保守党の庶民院議員を務める。1950年から1962年にかけては南ノーザンプトンシャー選挙区から選出される。1946年には勅選弁護士となる。
第2次チャーチル内閣からダグラス＝ヒューム内閣までの保守党政権で法務次官(在職1951年-1954年)、法務総裁(在職1954年-1962年)、大法官(在職1962年1-1964年)を務めた。大法官就任に際して連合王国貴族爵位ノーザンプトン州におけるトウスターのディルホーン男爵に叙せられ、貴族院議員に転じた。1964年にはノーザンプトン州におけるグリーンズのノートンのディルホーン子爵に叙せられた。
1980年9月7日にスコットランド・ノイダートで死去。

## 爵位
- 1962年7月17日、初代ノーザンプトン州におけるトウスターのディルホーン男爵（連合王国貴族爵位）
- 1964年12月7日、初代ノーザンプトン州におけるグリーンズのノートンのディルホーン子爵（連合王国貴族爵位）

## 家族
1930年にメアリー・リリアン・リンジー（第27代クロフォード伯爵デイヴィッド・リンジーの娘）と結婚。彼女との間に以下の1男3女を儲ける。 
- 第1子（長男）ジョン・マーヴィン・マニンガム＝ブラー（英語版）（1932年 - ）：第2代ディルホーン子爵
- 第2子（長女）マリオン・シンティア・マニンガム＝ブラー（1934年 - 2013年）：エドワード・ブルードネルと結婚
- 第3子（次女）エリザベス・リディア・マニンガム＝ブラー（1948年 - ）：愛称イライザ。MI5長官。一代貴族マニンガム＝ブラー女男爵。ガーター勲章勲爵士。
- 第4子（三女）アン・コンスタンス・マニンガム＝ブラー（1951年 - ）：ジョン・パーソンズと結婚